# ÍB Vestmannaeyja
El ÍBV Vestmannaeyjar, també conegut com a ÍBV, és un club de futbol islandès de la ciutat de Vestmannaeyjar, al sud de la costa d'Islàndia.

## Palmarès
- Lliga islandesa de futbol 3: 1979, 1997, 1998
- Copa islandesa de futbol 4: 1968, 1972, 1981, 1998
- Copa de la Lliga islandesa de futbol 1: 1997